# Libor Sionko
Libor Sionko (sinh ngày 1 tháng 2 năm 1977) là một cựu cầu thủ bóng đá chuyên nghiệp người Séc thi đấu ở vị trí tiền vệ. Ở cấp câu lạc bộ anh khởi nghiệp tại quê nhà Ostrava khi chơi bóng cho các đội trẻ của TJ Vítkovice và Baník Ostrava. Sau khi lên chuyên nghiệp, anh thi đấu tuyển quốc gia vào năm 2004, từng chơi các đội một của Ostrava và Sparta Prague. Sau đó anh ra nước ngoài, thi đấu cho các câu lạc bộ Grazer AK và Austria Wien của Áo trước khi đến Scotland để khoác áo Rangers. Sau đó anh có quãng thời gian chơi bóng cho F.C. Copenhagen của Đan Mạch rồi trở về Cộng hòa Séc để kết thúc sự nghiệp trong màu áo Sparta, nơi anh từng thi đấu rồi giải nghệ vào năm 2012.
Ở cấp đội tuyển, Sionko có trận đá ra mắt cho Cộng hòa Séc vào năm 1999 và tham dự 3 giải đấu, cụ thể là Thế vận hội Mùa hè 2000, giải vô địch bóng đá thế giới 2006 và giải vô địch bóng đá châu Âu 2008. Anh thi đấu rải rác cho đến năm 2010, kết thúc sự nghiệp với 8 bàn thắng sau 41 trận.

## Sự nghiệp cấp câu lạc bộ

### Đầu sự nghiệp
Sinh ra tại Ostrava, Sionko khởi nghiệp chơi bóng ở các câu lạc bộ TJ Vítkovice và Baník Ostrava khi còn nhỏ.
Năm 1999, anh ký hợp đồng với Sparta Prague. Anh thi đấu thành công cho Sparta tại giải bóng đá vô địch quốc gia Séc và UEFA Champions League, đặc biết tiến sâu tại giải hai lần (mùa 1999–00 và 2003–04) từ vòng bảng của Champions League.
Sionko rời Praha do những khúc mắc trong hợp đồng để đầu quân cho câu lạc bộ Grazer AK của Áo vào tháng 2 năm 2004, giúp đội bóng giành chức vô địch quốc gia Áo đầu tiên cho người Styria. Anh cũng góp mặt trong đội hình giành chức vô địch Cúp bóng đá Áo lần thứ 4. Sau những thành công đáng kể anh chuyển sang Austria Vienna thi đấu, anh là nhân tố chính giúp đội gặt hái thành công tại Cúp UEFA 2004–05, khi đội bóng của Vienna lọt đến vòng bán kết. Ở mùa 2005–06 cầu thủ người Séc lần thứ hai giành cú đúp giải quốc nội.

### Rangers & Copenhagen
Sionko hoàn tất vụ chuyển nhượng theo luật Bosman để chuyến tới Rangers vào ngày 16 tháng 5 năm 2006 theo bản hợp đồng dài 3 năm.
Anh ghi bàn đầu tiên tại trận ra mắt Giải bóng đá ngoại hạng Scotland vào lưới Motherwell vào ngày 30 tháng 7 năm 2006 trong trận thắng 2–1 của Gers trước Motherwell. Tuy nhiên sau chấn thương, anh ít được huấn luyện viên Paul Le Guen tin dùng. Anh tái khẳn định mình trong đội hình vào tháng 12 năm 2006 khi ghi bàn vào lưới Hibernian and Aberdeen, giúp Rangers cải thiện phong độ sau chuỗi khởi đầu mùa giải kém cói.
Ngày 27 tháng 7 năm 2007, có thông tín xác nhận rằng Rangers đã chốt thỏa thuận để chuyển nhượng Sionko tới câu lạc bộ F.C. Copenhagen - nhà vô địch của bóng đá Đan Mạch, và ngày hôm sau anh được câu lạc bộ giới thiệu sau khi ký một hợp đồng dài hai năm.
Ngày 4 tháng 8. Sionko có trận ra mắt câu lạc bộ, đống góp kiến tạo cho bàn thắng duy nhất trong chiến thắng 1–0 trên sân khách của AGF. Anh có bàn thắng đầu tiên cho câu lạc bộ ở trận thứ hai, trận ra mắt sân nhà tại sân vận động Parken, giành chiến thắng Esbjerg fB với tỉ số cách biệt 5–2. Sau đó anh bắt đầu 6 trên băng ghế dự bị, nhưng vào ngày 23 tháng 9 năm anh trở lại đội hình trong trận New Firm Derby với đối thủ Brøndby IF. Trận đấu khép lại với chiến thắng 1–0 cho FCK, bàn thắng do Sionko kiênts tạo. Kế đó, anh lập cú đúp bàn thắng trong một trận đấu với Cúp bóng đá Đan Mạch cùng đối thủ FC Fredericia và một lần nữa là Lyngby Boldklub – ở cả hai trận này anh được tôn vinh là cầu thủ hay nhất trận.
Sau trận đấu với Lyngby, Sionko nói với fck.dk rằng gia đình anh có một cuộc sống ổn định tốt ở Copenhagen và gọi Copenhagen là quê hương thứ hai của mình.

### Sparta Prague
Sionko hiếm khi được sử dụng trong đội một của F.C. Copenhagen vào mùa thu năm 2009, vào tháng 1 năm 2010 anh được thanh lý hợp đồng và sau đó ký hợp đồng gia nhập Sparta Prague. Tiền vệ này đã ký với câu lạc bộ của Séc một giao kèo có thời hạn đến tháng 6 năm 2012, sau khi bị câu lạc bộ của Đan Mạch thanh lý.
Anh giải nghệ vào ngày 27 tháng 8 năm 2012 sau khi không tìm được một câu lạc bộ mới và bản hợp đồng của anh với Sparta Prague đáo hạn.

## Thống kê sự nghiệp

### Bàn thắng cho đội tuyển
Tính đến 1 tháng 3 năm 2009
| #  | Ngày                 | Nơi tổ chức                          | Đối thủ    | Tỉ số | Kết quả | Giải đấu                                     |
| -- | -------------------- | ------------------------------------ | ---------- | ----- | ------- | -------------------------------------------- |
| 1. | 12 tháng 11 năm 2003 | Na Stínadlech, Teplice, Cộng hòa Séc | Canada     | 4–0   | 5–1     | Giao hữu                                     |
| 2. | 6 tháng 9 năm 2006   | Tehelné pole, Bratislava, Slovakia   | Slovakia   | 0–1   | 0–3     | Vòng loại giải vô địch bóng đá châu Âu 2008  |
| 3. | 6 tháng 9 năm 2006   | Tehelné pole, Bratislava, Slovakia   | Slovakia   | 0–2   | 0–3     | Vòng loại giải vô địch bóng đá châu Âu 2008  |
| 4. | 17 tháng 10 năm 2007 | Allianz Arena, Munich, Đức           | Đức        | 0–1   | 0–3     | Vòng loại giải vô địch bóng đá châu Âu 2008  |
| 5. | 30 tháng 5 năm 2008  | Letná, Praha, Cộng hòa Séc           | Scotland   | 1–0   | 3–1     | Giao hữu                                     |
| 6. | 30 tháng 5 năm 2008  | Letná, Praha, Cộng hòa Séc           | Scotland   | 3–1   | 3–1     | Giao hữu                                     |
| 7. | 11 tháng 6 năm 2008  | Sân vận động Genève, Genève, Thụy Sĩ | Bồ Đào Nha | 1–1   | 1–3     | Giải vô địch bóng đá châu Âu 2008            |
| 8. | 15 tháng 10 năm 2008 | Na Stínadlech, Teplice, Cộng hòa Séc | Slovenia   | 1–0   | 1–0     | Vòng loại giải vô địch bóng đá thế giới 2010 |

## Danh hiệu
- Giải bóng đá vô địch quốc gia Áo: 2003–04, 2005–06
- Cúp bóng đá Áo: 2003–04, 2004–05, 2005–06
- Siêu cúp Đan Mạch: 2008–09
- Cúp bóng đá Đan Mạch: 2008–09
- Giải bóng đá vô địch quốc gia Séc: 1999–2000, 2000–01, 2002–03
- Cúp bóng đá Séc: 2003–04